# Старый Каразерик
Ста́рый Каразери́к (тат. Иске Каразирек) — село в Ютазинском районе Республики Татарстан, административный центр Старокаразерикского сельского поселения.

## География
Село находится на реке Байряки, в 24 км к северо-востоку от посёлка городского типа Уруссу. 

## История
Село основано в XVIII веке. 
В XVIII - первой половине XIX веков в сословном отношении жители делились на башкир-вотчинников и государственных крестьян. Занимались земледелием, разведением скота.
В «Списке населенных мест по сведениям 1859 года», изданном в 1864 году, населённый пункт упомянут как башкирская деревня Каразерикова 4-го стана Бугульминского уезда Самарской губернии. Располагалась при реке Ике, по левую сторону почтового тракта из Бугульмы в Уфу, в 60 верстах от уездного города Бугульмы и в 40 верстах от становой квартиры в казённом селе Ефановка (Крым-Сарай, Орловка, Хуторское). В деревне в 50 дворах жили 559 человек (275 мужчин и 284 женщины). Была мечеть.
В начале XX века в селе функционировали 2 мечети; базар по субботам, ярмарка. В этот период земельный надел сельской общины составлял 3844 десятины. 
До 1920 года село входило в Чеканскую волость Бугульминского уезда Самарской губернии. С 1920 года в составе Бугульминского кантона ТАССР. С 10 августа 1930 года в Тумутукском, с 20 октября 1931 года в Азнакаевском, с 10 февраля 1935 года в Ютазинском, с 1 февраля 1963 года в Бавлинском, с 6 апреля 1991 года в Ютазинском районах.

## Население
| 1859 | 1889 | 1897 | 1910 | 1920 | 1926 | 1938 | 1949 | 1958 | 1970 | 1979 | 1989 | 2002 | 2008 |
| ---- | ---- | ---- | ---- | ---- | ---- | ---- | ---- | ---- | ---- | ---- | ---- | ---- | ---- |
| 559  | 1664 | 1275 | 1109 | 1369 | 1096 | 1020 | 797  | 610  | 749  | 533  | 413  | 509  | 497  |

Национальный состав села: татары.

## Экономика
Жители занимаются полеводством, молочным скотоводством, овощеводством.

## Инфраструктура
Средняя школа, дом культуры, библиотека, детский сад, медицинский пункт.

## Религия
Мечеть.